# Михайлово (област Стара Загора)
 За другото българско село с име Михайлово вижте Михайлово (Област Враца).  
Михàйлово е село в Южна България, община Стара Загора, област Стара Загора.

## География
Село Михайлово се намира на около 21 km юг-югозападно от областния и общински център Стара Загора и 17 km изток-североизточно от град Чирпан. Разположено е в Старозагорското поле на Горнотракийската низина. Надморската височина в центъра на селото е около 178 m. Климатът е преходно-континентален. През селото протича в посока север-юг малка река с предимно валежно подхранване.
Общински пътища водят от Михайлово: на изток през селата Борово, Ловец и Калояновец към Стара Загора; на запад до село Воденичарово; на юг през село Самуилово към град Меричлери.
В село Михайлово има спирка на минаващите през него железопътни линии Пловдив – Бургас и Русе – Горна Оряховица – Подкова.
Землището на село Михайлово граничи със землищата на: село Арнаутито на север и североизток; село Борово на изток; село Козаревец на югоизток; село Самуилово на юг; селата Воденичарово и Малко Тръново на запад; село Яздач на северозапад.
Западно от селото има микроязовир.
Етническият състав на населението на село Михайлово по численост и дял на етническите групи според преброяването през 2011 г. е:
| Етнически групи     | Численост | Дял (в %) |
| Общо                | 331       | 100       |
| Българи             | 319       | 96,37     |
| Турци               | 5         | 1,51      |
| Цигани              | ...       | ...       |
| Други               | ...       | ...       |
| Не се самоопределят | ...       | ...       |
| Не отговорили       | 6         | 1,81      |

Към 15 март 1924 г. в село Михайлово има регистрирани: 161 души по постоянен адрес; 333 души по настоящ адрес; 117 души по постоянен и настоящ адрес в същото населено място.
Числеността на населението на село Михайлово по данните от преброяванията от 1934 г. насам се променя както следва:
| \| Година на преброяване \| Численост \| \| --------------------- \| --------- \| \| 1934 \| 2039 \| \| 1946 \| 2126 \| \| 1956 \| 1695 \| \| 1965 \| 1425 \| \| 1975 \| 1153 \| \| 1985 \| 802 \| \| 1992 \| 615 \| \| 2001 \| 500 \| \| 2011 \| 331 \| \| 2021 \| 326 \| |           |
| Година на преброяване | Численост |
| 1934 | 2039      |
| 1946 | 2126      |
| 1956 | 1695      |
| 1965 | 1425      |
| 1975 | 1153      |
| 1985 | 802       |
| 1992 | 615       |
| 2001 | 500       |
| 2011 | 331       |
| 2021 | 326       |

Поминъкът на населението предимно е отглеждане на зърнени, фуражни и маслодайни култури.

## История
След Руско-турската война 1877 – 1878 г. по Берлинския договор 1878 г. селото – тогава с име Гьок пала, остава в Източна Румелия; присъединено е към България след Съединението 1885 г. Село Гьок пала е преименувано на Михайлово през 1900 г.
Установени заселници в района са били траките и от тяхната епоха са останали няколко могили. Някои от могилите в землището на селото са отразени в кадастъра със статут на поземлени имоти (ПИ) държавна собственост и начин на трайно ползване като паметници на културата. Такива са, например: Джунджур могила в североизточната част на землището; могилата – ПИ 48502.41.101 в юго-източната част на землището; могилата ПИ 48502.57.173; Голямата могила ПИ 48502.49.225 в южната част на землището. Разположението им – обикновено в обработваеми земи, е довело с течение на времето до увреждане – вероятно значително, на качеството им като обекти на археологията. В землището на селото са намерени части от колесница и ризница, които се съхраняват в Регионалния исторически музей – Стара Загора.
Писмени сведения за селото се съдържат в турски регистри от 1590 г., където то се споменава под името Айнаджик.
Счита се, че на 27 декември 1869 г. е основан таен революционен комитет с членове: Жельо Тодоров – председател, Кольо Тотев – касиер, Петко Велчев, Господин Станчев, Таньо поп Драганов, Жельо Петков Велчев, Ганьо Желев, Иван поп Желев и Жельо Иванов. Васил Левски е посещавал селото два пъти.
През лятото на 1877 г., по време на Освободителната война, при настъплението на Сюлейман паша населението бяга масово от изстъпленията на турците на север към Стара Загора, а впоследствие през Балкана към Дряново и Габрово. Катастрофалното събитие е запомнено като „Бозгунът“. При завръщането си напролет, след подписването на Санстефанския мирен договор, хората намират селото напълно унищожено – ограбено и изгорено.
Училище (вероятно килийно) в село Гьок пала (Михайлово) е открито през 1836 г. През 1891 г. е създадено Гьокпаленско общинско училище. През 1902 г. то става Народно основно училище – село Михайлово, а през 1916 г. – Първоначално училище, което продължава да действа и след 1944 г.. През 1945 г. в Михайлово е създадена Смесена гимназия „Цанко Церковски“ с обхват на учениците от осми до единадесети клас; ликвидирана е на 15 септември 1948 г. Сграда за основното училище е построена през 1892 г., а през 1925 – и сграда за прогимназия. Училището е закрито през 1990-те години поради липса на ученици.
Църквата „Свети Архангел Михаил“ е построена през 1843 г. и (вероятно) е унищожена при събитията в Старозагорско през Руско-турската война 1877 – 1878 г. Построена е (вероятно отново) през 1885 г.
Читалище „Пробуда“ в село Михайлово е основано през 1921 г. Предшественик на това читалище е основаното на 6 декември 1869 г. – Никулден, от учителя Димитър Хаджигенчев – Бечу (1850 – 10.03.1932) читалище в село Гьок пала (Михайлово), което вероятно не е просъществувало дълго.
Кредитна кооперация „Самопомощ“ в село Михайлово се създава през 1920 г. под наименование Земеделска селска кооперация „Самопомощ“- село Михайлово, запазено до 1940 г.
Популярна банка – село Михайлово се създава през 1926 г. Ликвидирана е през 1944 г.
През 1980-те години дългогодишният учител и директор на училището Петър Велчев Нанчев за първи път събира материали и написва история на селото. Книгата е с обем 300 машинописни страници, но все още не е отпечатана в пълния и обем. Съдържа богата фактология с дати, имена и събития от последните 150 години свързани с хора, местности, пълен свод на родовете в селото, описание на местни обичаи, особеностите на диалекта, текстове на народни песни и др. Стилът е непосредствен, с характеристики от местния говор. Силно съкратено издание под заглавието „Летописна книга на село Михайлово, Старозагорско“ излиза в ограничен тираж през 1999 г. в Стара Загора.

## Обществени институции
Село Михайлово към 2025 г. е център на кметство Михайлово.
В село Михайлово към 2025 г. има:
- действащо читалище „Пробуда-1921 г.“;[19][20]
- православна църква „Свети Архангел Михаил“;[21]
- пощенска станция.[22]

## Културни и природни забележителности
Името Михайлово селото е получило по наименованието на църквата „Свети Архангел Михаил“.

## Редовни събития
В селото има традиция да се почита Националния празник на България – Трети март. На Тодоровден се провеждат конни състезания, печелившите получават парично-предметни награди, а гостите на празника получават тематичен сувенир.
Празникът на Михайлово се отбелязва на осми ноември – „Свети Архангел Михаил“.

## Личности
- Кольо Желев (1833 – 1929) – Активен общественик, касиер на тайния революционен комитет, дарил средства за построяване на първото училище и имот за построяване на ЖП гара
- Йовчо Киров (1880 – 1956) – Народен представител 1917 – 1918
- Господин Овчаров (1915-неизв) – Почетен изобретател, създал десетки машини с приложение в здравеопазването, промишлеността и строителството
- Иван Петров (кмет) (р. 1929) – Кмет на Михайлово от 1963 до 1983 – допринесъл за благоустрояването на селото, построяването на административна сграда, читалище, баня.
- Тотьо Тотев (р. 1938) – Бивш кмет на Стара Загора
- Михаил Карушков (р. 1940) – български футболист, вратар
- Ганчо Карушков (р. 1934) – Заслужил треньор по вдигане на тежести. Национален треньор на Колумбия и Перу.

## Други
Населението понастоящем е силно застаряващо и се състои от около 300 души. Част от работещите жители отиват с влак на работа в Стара Загора и се връщат в същия ден, благодарение на железопътната гара, открита през 1902 г., която заема възлово положение на пресечната точка на линиите Бургас-София и Русе-Подкова.
В селото има интернет с постоянен достъп.